# Aspire Academy

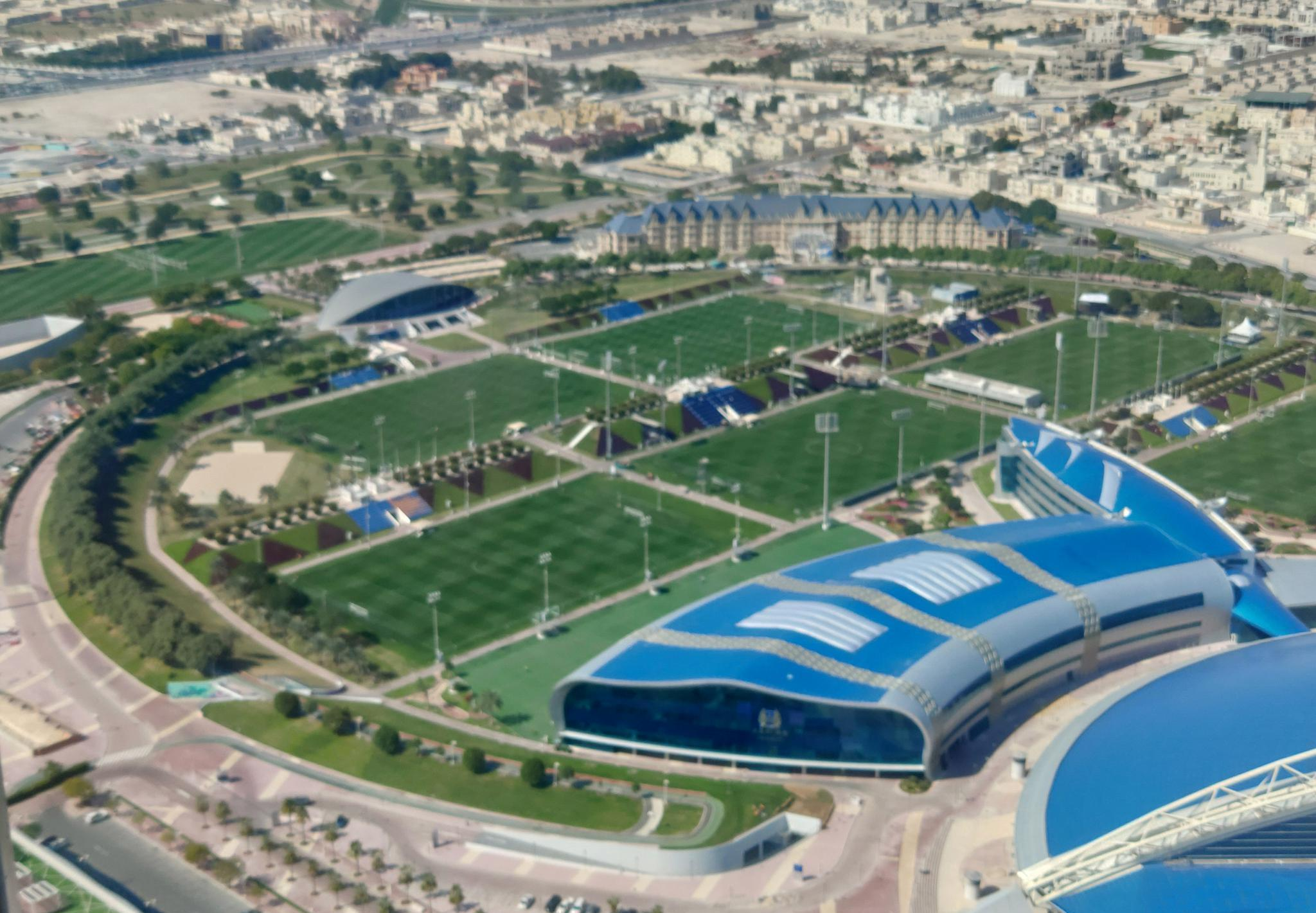
Luftaufnahme eines Teils der Aspire Academy for Sports Excellence

Die Aspire Academy, in ar-Rayyan westlich der katarischen Hauptstadt Doha, ist eine Sport-Akademie für die größten Sport-Talente des Landes und eines der weltweit größten Trainingszentren für Spitzen-Sportler. Die Akademie, die Teil der Aspire Zone ist, wurde 2004 eröffnet und verfügt unter anderem über 12 Fußballfelder sowie Squashplätze, Laufbahnen, verschiedene Sporthallen, Laboratorien, Krafträume, eine Schule, ein Wohnheim und ein Schwimmzentrum.
Teil der Academy ist der Aspire Dome, ein Indoor-Sportstadion, das rund 15.000 Zuschauern Platz bietet und mit ca. 250.000 m² überbauter Fläche zu den größten Indoor-Anlagen der Welt gehört. Erbaut wurde die Akademie unter Leitung von Roger Taillibert, unter dem auch das Olympiastadion in Montreal gebaut und der Pariser Parc des Princes umgebaut wurden. Das erste internationale Großereignis in der Anlage waren die Asienspiele 2006.
Die Aspire Academy wird vom Spanier Ivan Bravo geleitet. Vor seinem Engagement als Director General in Aspire arbeitete er als Director of Strategy beim spanischen Top-Klub Real Madrid.

## Zielsetzung
Die Aspire Academy dient in erster Linie dem Ziel, die talentiertesten jungen Sportler Katars zu Spitzenathleten zu formen und ihnen parallel eine hochwertige Schulausbildung zu bieten. Zu den Sportarten, die die Studenten der Aspire Academy ausüben, gehören Fußball, Leichtathletik, Tischtennis, Squash, Fechten.
Die Aufnahme in die Academy unterliegt einem Sichtungsverfahren, bei dem jedes Jahr 5.000 Jungen im Alter von 11 Jahren in ganz Katar getestet werden. Um Talente so früh wie möglich zu erfassen beziehungsweise um Kinder so früh wie möglich für Sport zu begeistern, leitet die Academy Programme wie Multi Sport Skills Development und Football Talent Center, die über Katar verstreut sind. Die talentiertesten Jugendlichen erhalten ein Stipendium, um die Academy im Alter von 12 bis 18 Jahren zu besuchen. Dort arbeiten sie gemeinsam mit einem Team erfahrener internationaler Trainer, Sportwissenschaftler und Lehrer an ihrer sportlichen, schulischen und persönlichen Entwicklung.
Um die Talente bestmöglich zu unterstützen, arbeitet die Academy eng mit den nationalen Sport-Verbänden zusammen und verfügt über ein großes internationales Netzwerk. Mit den Klubs KAS Eupen in Belgien und Cultural y Deportiva Leonesa in Spanien, die im Besitz der Aspire Zone Foundation sind, kann das Fußball-Programm der Akademie eng mit zwei Klubs in Europa zusammenarbeiten, die den begabtesten Talenten aus Katar eine Plattform bieten, nach dem Abschluss der Academy den Schritt in den Profisport erfolgreich zu meistern. Bereits davor haben talentierte Schüler die Möglichkeit, bei diesen oder anderen europäischen Klubs in der Nachwuchsabteilung mitzutrainieren, um so erste Erfahrungen im Ausland zu sammeln.
Die Academy ist auch immer wieder Anziehungspunkt für internationale Sportler, die hier Trainingslager absolvieren, inklusive Fußball-Klubs wie FC Bayern München oder Paris Saint-Germain, die die Bedingungen bei Aspire regelmäßig für ihre Wintervorbereitung nutzen.

## Erfolge
Zu den erfolgreichsten Absolventen der Aspire Academy gehören unter anderem der Hochspringer Mutaz Essa Barshim (Weltmeister 2017, Olympiasilber 2016), der Squashspieler Abdulla Mohd Al Tamimi und der Fußballspieler Akram Afif, der 2016 als erster katarischer Fußball-Profi in die spanische La Liga zu Villarreal wechselte. Der Stürmer war auch Teil der katarischen U19-Nationalmannschaft, die sich 2014 bei der U19-Asien-Meisterschaft in Myanmar durchsetzte und ausschließlich aus Spielern der Aspire Academy bestand. Die Mannschaft, die 2018 den 3. Platz bei der U23-Asienmeisterschaft in China eroberte, bestand zum Großteil aus Spielern derselben Generation von Aspire-Academy-Absolventen.
Bei den Olympischen Spielen 2016 in Rio de Janeiro waren vier Absolventen der Academy – Mutaz Essa Barshim (Hochsprung), Ashraf El-Seify (Hammerwurf), Ahmed Bedir (Speerwurf) und Abubaker Haydar (800 m) – für Katar am Start.

## Soziale Verantwortung
Im Rahmen eines CSR-Projektes rief Aspire 2008 Aspire Football Dreams ins Leben. Mit Hilfe einer Partner-Akademie in Senegal wird dabei versucht, talentierte afrikanische Jugendliche zu fördern, indem man ihnen eine schulische und fußballerische Ausbildung ermöglicht. In weiterer Folge sollen sie den Sprung in den Profifußball respektive ihr Nationalteam schaffen. Ein erfolgreiches Beispiel für diesen Karriereweg ist der nigerianische Stürmer Henry Onyekuru, der von Aspire Football Dreams über KAS Eupen im Jahr 2017 den Sprung zum Premier-League-Klub FC Everton schaffte und im selben Jahr auch für die nigerianische Fußballnationalmannschaft debütierte.